# Mittelmühle (Bruckberg)
Mittelmühle (fränkisch: Middlmil) ist ein Gemeindeteil der Gemeinde Bruckberg im Landkreis Ansbach (Mittelfranken, Bayern). Mittelmühle liegt in der Gemarkung Bruckberg.

## Geografie
Die Einöde liegt am Haselbach. Ein Anliegerweg führt nach Bruckberg zur Staatsstraße 2246 (0,1 km nordwestlich).

## Geschichte
Der Ort wurde 1433 als „mittel mül“ erstmals urkundlich erwähnt. Die Mittelmühle ist nach ihrer Lage zwischen der Unteren Mühle und der Neumühle benannt.
Gegen Ende des 18. Jahrhunderts erhielt die Mittelmühle bei der Vergabe der Hausnummern die Nr. 24 des Ortes Bruckberg. Sie hatte das brandenburgisch-ansbachische Hofkastenamt Ansbach als Grundherrn. Von 1797 bis 1808 unterstand der Ort dem Justiz- und Kammeramt Ansbach. Im Rahmen des Gemeindeedikts wurde Mittelmühle dem 1808 gebildeten Steuerdistrikt Bruckberg und der 1811 gegründeten Ruralgemeinde Bruckberg zugeordnet.

### Ehemaliges Baudenkmal
- ehemalige Wassermühle: zweigeschossiges Zwerchgiebelhaus des 18. Jahrhunderts[11]

### Einwohnerentwicklung
| Jahr      | 001818 | 001840 | 001861 | 001871 | 001885 | 001900 | 001925 | 001950 | 001961 | 001970 | 001987 |
| Einwohner | 6      | 7      | *      | 9      | 9      | 9      | 8      | 17     | 13     | 5      | 6      |
| Häuser    | 1      | 1      |        |        | 2      | 2      | 2      | 3      | 2      |        | 2      |
| Quelle    | [ 13 ] | [ 14 ] | [ 15 ] | [ 16 ] | [ 17 ] | [ 18 ] | [ 19 ] | [ 20 ] | [ 21 ] | [ 22 ] | [ 1 ]  |

## Religion
Der Ort ist seit der Reformation evangelisch-lutherisch geprägt und war ursprünglich nach St. Maria (Großhaslach) gepfarrt, seit 1981 ist die Pfarrei St. Martin (Kleinhaslach) zuständig. Die Einwohner römisch-katholischer Konfession sind nach St. Bonifatius (Dietenhofen) gepfarrt.